# Puente Genil Fútbol Club
El Puente Genil Fútbol Club és un club andalús de futbol de la ciutat de Puente Genil.
Un dels seus predecessors, el Puente Genil Club de Fútbol va jugar a Segona Divisió la temporada 1956-57. Evolució dels clubs de la ciutat:
- Genil Racing Club (1939-1941) → Puente Genil Balompié (1941-1950) → CD Pontanés (1950-1956) → Puente Genil CF (1939-1960)
- CD Pontanés (1979-1983)
- AD Puente Genil (-1971) → AD Puente Genil Industrial (1971-1980) → Puente Genil Industrial CF (1974-1983)
- Puente Genil CF (1983-1995, fusió de CD Pontanés i Puente Genil Industrial CF)
- AD San Fermín (1994-2018) → Puente Genil FC (2018-)